# Agawam
Agawam is een plaats (city) in de Amerikaanse staat Massachusetts, en valt bestuurlijk gezien onder Hampden County. De plaats, die deel uitmaakt van de regio rond de stad Springfield, ligt aan de grens met de staat Connecticut, aan de rivier de Connecticut.
Het attractiepark Six Flags New England is in Agawam gevestigd.

## Demografie
Bij de volkstelling in 2000 werd het aantal inwoners vastgesteld op 28.144.
In 2006 is het aantal inwoners door het United States Census Bureau geschat op 28.510, een stijging van 366 (1,3%).

## Geografie
Volgens het United States Census Bureau beslaat de plaats een oppervlakte van
62,8 km², waarvan 60,2 km² land en 2,6 km² water.

## Plaatsen in de nabije omgeving
De onderstaande figuur toont nabijgelegen plaatsen in een straal van 12 km rond Agawam.